# Кайракти (Жаксинський район)
Кайракти́ (каз. Қайрақты) — село у складі Жаксинського району Акмолинської області Казахстану. Входить до складу Біловодського сільського округу.
Населення — 165 осіб (2021; 347 у 2009, 654 у 1999, 989 у 1989).
Національний склад станом на 1989 рік:
- росіяни — 48 %.